# Волна (Ленинградская область)
Волна́ — деревня в Сабском сельском поселении Волосовского района Ленинградской области.

## История
Впервые упоминается в Писцовой книге Водской пятины 1500 года как деревня Волок Волын на реце на Вруде между деревнями Вязок и Взвоз в Ястребинском Никольском погосте Копорского уезда.
На карте Ингерманландии А. И. Бергенгейма, составленной по шведским материалам 1676 года, упоминается как мыза Wolleby.
На шведской «Генеральной карте провинции Ингерманландии» 1704 года — как деревня Wollonabÿ.
Как деревня Волла она обозначена на «Географическом чертеже Ижорской земли» Адриана Шонбека 1705 года.
На карте Санкт-Петербургской губернии Я. Ф. Шмидта 1770 года — как деревня Вольна на реке Вруде.

ВОИНА — деревня принадлежит братьям Сахаровым, число жителей по ревизии: 112 м. п., 135 ж. п. (1838 год)

Согласно карте Ф. Ф. Шуберта в 1844 году деревня Волна насчитывала 30 крестьянских дворов.

ВОИНА — деревня ротмистра Сахарова, 10 вёрст по почтовой, а остальные по просёлочной дороге, число дворов — 31, число душ — 114 м. п. (1856 год)

ВОЛНА — деревня владельческая при реке Вруде, по 2-й Самерской дороге по правую сторону в 51 версте от Ямбурга, число дворов — 37, число жителей: 102 м. п., 135 ж. п. (1862 год)

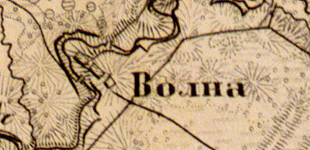
Деревня Волна на карте 1863 года

В 1890 году в деревне была построена каменная церковь во имя Смоленской иконы Божией Матери.
В конце XIX — начале XX века деревня административно относилась к Редкинской волости 1-го стана Ямбургского уезда Санкт-Петербургской губернии.
С 1918 по 1927 год деревня была административным центром Редкинской волости Кингисеппского уезда, территория которой затем вошла в состав Молосковицкой волости.
С 1917 по 1927 год деревня Волна входила в состав Волновского сельсовета Редкинской волости Кингисеппского уезда.
Согласно данным переписи населения СССР 1926 года в деревне Волна проживали 211 человек, большинство русские, а также эстонцы.
С февраля 1927 года в составе Молосковицкой волости. С августа 1927 года, в составе Молосковицкого района.
С 1928 года в составе Извозского сельсовета.
С 1931 года в составе Волосовского района.
По данным 1933 года деревня Волна входила в состав Извозского сельсовета Волосовского района.

Деревня Волна на карте 1940 года

Согласно топографической карте РККА 1940 года деревня насчитывала 55 дворов, в деревне располагалась школа.
Деревня была освобождена от немецко-фашистских оккупантов 30 января 1944 года.
С 1954 года в составе Волновского сельсовета.
С 1963 года в составе Кингисеппского района.
С 1965 года вновь в составе Волосовского района. В 1965 году население деревни Волна составляло 150 человек.
По данным 1966 года деревня Волна находилась в составе Волновского сельсовета.
По данным 1973 и 1990 годов деревня Волна входила в состав Сабского сельсовета.
В 1997 году в деревне проживали 65 человек, в 2002 году — 79 человек (русские — 99 %), в 2007 году — 63, в 2010 году — 54 человека.

## География
Деревня расположена в юго-западной части района на автодороге 41А-186 (Толмачёво — автодорога «Нарва»).
Расстояние до административного центра поселения — 11 км. Расстояние до районного центра — 65 км. Ближайшие населённые пункты: деревни Вязок и Извоз.
Расстояние до ближайшей железнодорожной станции Молосковицы — 28 км.
Деревня находится на левом берегу реки Вруда.

## Демография
| 1838 | 1862 | 1997 | 2002 | 2007 | 2010 | 2014 |
| ---- | ---- | ---- | ---- | ---- | ---- | ---- |
| 247  | ↘237 | ↘65  | ↗79  | ↘63  | ↘54  | ↗70  |
| 2017 |      |      |      |      |      |      |
| ↗72  |      |      |      |      |      |      |

### Национальный состав
Согласно данным Всероссийской переписи населения 2021 года в деревне проживали 75 человек, из них:
 русские — 66, белорусы — 1, болгары — 1, украинцы — 1 человек, остальные национальность не указали.

## Улицы
Смоленская, Центральная.